# قمارخانه برخط
قمارخانه‌های برخط یا اینترنتی یا مجازی (به انگلیسی: Online casinos) نسخه‌های برخط قمارخانه‌های سنتی می‌باشند که این امکان را برای قماربازان فراهم آورده‌اند تا از طریق اینترنت قمار کنند و شرط ببندند.